# Estádio Municipal de Ümraniye
O Estádio Municipal de Ümraniye (em turco: Ümraniye Belediyesi Şehir Stadyumu) é um estádio de futebol localizado em Ümraniye, distrito da cidade de Istambul, na Turquia. Inaugurado em 2000, é oficialmente a casa onde o Ümraniyespor manda seus jogos oficiais por competições nacionais. Sua capacidade máxima é de 3 513 espectadores.